# Dorndorf-Steudnitz
Dorndorf-Steudnitz ist eine ehemalige Gemeinde im Norden des Saale-Holzland-Kreises und ein Teil der Stadt Dornburg-Camburg.

## Geografie
Dorndorf-Steudnitz liegt im mittleren Saaletal unterhalb der Dornburger Schlösser in der breiten Aue des Flusses und an der Bundesstraße 88 zwischen Jena und Camburg. Durch das Tal führt die Bahnlinie Berlin-München.

## Geschichte
Der Ortsteil Steudnitz wurde 1173 und der Ortsteil Dorndorf 1227 erstmals urkundlich erwähnt. Der auf dem westlichen Saaleufer liegende Ortsteil Naschhausen ist 1378 erstmals nachgewiesen. Die Lage der Dornburg, der Bau einer Brücke über die Saale und die damit verbundene Zunahme der Verkehrsströme durch das Saaletal beeinflussten die Entwicklung beider Dörfer. Die älteste Überlieferung von Hofbesitzern von Dorndorf stammt aus der Zeit von 1421 bis 1425.
Über Jahrhunderte gehörten Dorndorf und Steudnitz zu verschiedenen Hoheitsgebieten. Bis 1343 war Dorndorf Bestandteil der reichsunmittelbaren Herrschaft der Schenken von Dornburg. Dies endete mit dem Verkauf an die Grafen von Orlamünde und Schwarzburg. Spätestens seit Mitte des 14. Jh. gehörte Dorndorf zu dem neu gegründeten wettinischen Amt Dornburg. Nach der Leipziger Teilung des Hauses Wettin 1485 kam es an das Albertinische Herzogtum und erst 1547 durch Gebietsaustausch an das Ernestinische Haus Wettin. 1603–1672 zählte Dorndorf dann zum Herzogtum Sachsen-Altenburg, 1672–1690 zu Sachsen-Jena, ab 1690 zu Sachsen-Weimar und ab 1741 zu Sachsen-Weimar-Eisenach. Steudnitz gehörte bis 1640 zur Herrschaft der Schenken von Tautenburg und ab dann zum albertinisch-kursächsischen Amt Tautenburg. Erst seit dem Wiener Kongress 1815 gehörten beide Orte zum Großherzogtum Sachsen-Weimar-Eisenach, Amt Dornburg. 1850 kamen beide Orte zum Verwaltungsbezirk Weimar II (ab 1868: Verwaltungsbezirk Apolda) des Großherzogtums.
Im 19. Jahrhundert erhielt Dornburg mit dem Bau der Saalbahnstrecke einen Bahnhof in Naschhausen. Dies bedingte den Zustrom erholungsuchender städtischer Personen in die sich entwickelnden Sommerfrischen in Dornburg-Dorndorf-Steudnitz und Tautenburg.
1892 wurde die Carl-Alexander-Brücke über die Saale als Direktverbindung zwischen Dorndorf und Dornburg gebaut.
Dorndorf und Steudnitz schlossen sich am 27. Mai 1964 zu einer Gemeinde zusammen. Am 1. Dezember 2008 wurde es gemeinsam mit dem benachbarten Dornburg Teil der Stadt Camburg, die daraufhin den Namen Dornburg-Camburg erhielt. Dorndorf-Steudnitz ist nun Ortsteil von Dornburg-Camburg.

## Religion
Zum Kirchspiel gehören derzeit die acht Kirchgemeinden Dorndorf-Steudnitz (mit den Ortsteilen Dorndorf, Naschhausen und Steudnitz), Dornburg (mit Wilsdorf), Hirschroda, Eckolstädt, Münchengosserstädt, Schmiedehausen (mit Lachstedt), Wetzdorf (mit den Orten Wetzdorf, Rockau und Tautenburg) und Wichmar-Rodameuschel (mit den Orten Wichmar, Würchhausen und Rodameuschel).
Die Kirche  von Dorndorf-Steudnitz geht auf das 13. Jahrhundert zurück. Seit der Reformation handelt es sich um eine evangelische Kirchengemeinde.

## Wirtschaft
Industrie und Handwerk haben die traditionellen Erwerbszweige abgelöst und bieten Arbeitsplätze.
Als bedeutender Arbeitgeber betreibt die Thomas-Gruppe in Dorndorf-Steudnitz ein Zementwerk mit Kalksteinbruch, in dem Kalkgesteine für die Zement- und Baustoffherstellung gewonnen werden.
Nach der Wende wurde ein Baugebiet erschlossen und der Wohnungsbau florierte. Auch eine REWE-Kaufhalle und eine Kindertagesstätte wurden mit gebaut.
Seit 2023 gibt es eine Solidarische Landwirtschaft in der ehemaligen Obermühle.

## Kultur

### Sehenswürdigkeiten

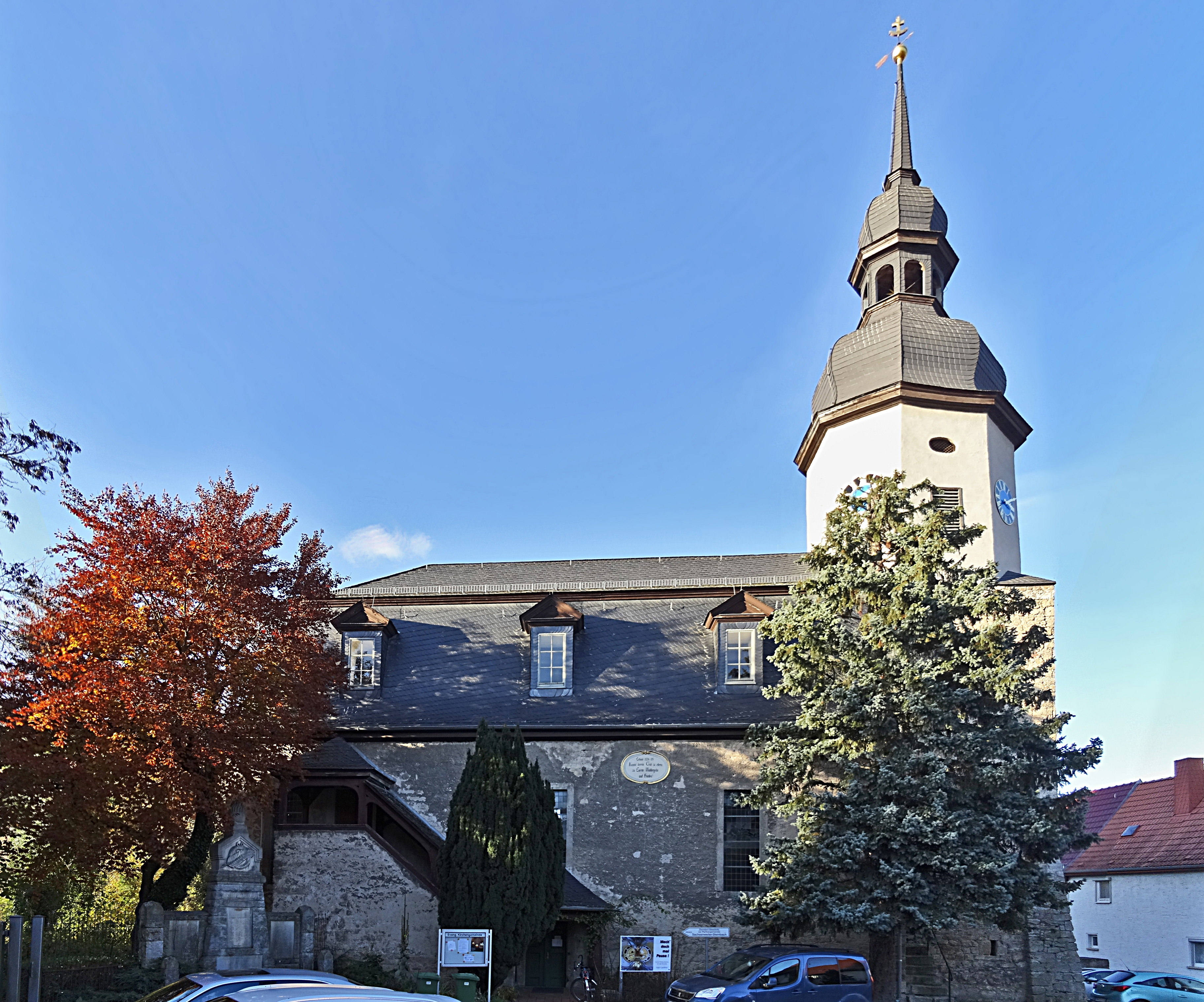
St. Peterskirche an der Brücke (Dorndorf) zu Dorndorf

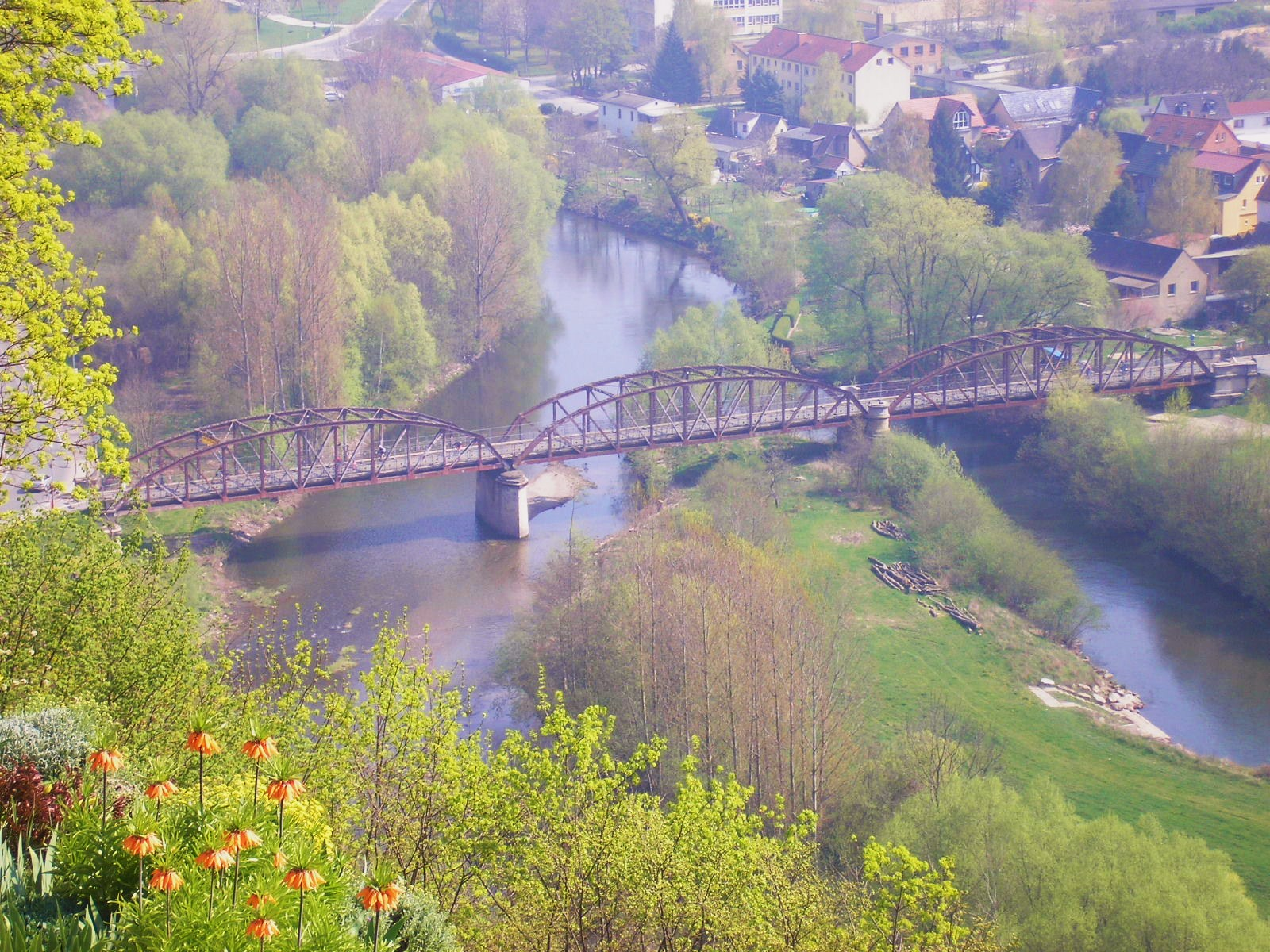
Carl-Alexander-Brücke Dorndorf/Saale

- Baudenkmal Carl-Alexander-Brücke, Errichtung 1891–1892
- Baudenkmal „Felsenkeller“
- Aussichtspunkt „Schlossblick“ auf die Dornburger Schlösser
- St. Peterskirche an der Brücke mit Ausstattung und Orgel
- Dorfkirche Steudnitz mit Ausstattung
- Mahnmal zur Erinnerung an den Todesmarsch von Häftlingen  auf dem Marktplatz
- Kalksteinbruch Dornburg am Nordrand von Steudnitz
- Tautenburger Forst und weitere Landschafts- und Naturzonen in der Flur
- Kneippanlage

### Regelmäßige Veranstaltungen
13 Jahre fand in Dorndorf-Steudnitz das Wiesenfest am Sportplatz statt. Seit Mai 2014 findet das Festival unter dem Namen Wiesenfest Mini unter der Carl-Alexander-Brücke im Ortskern statt. Das Fest ist bis ins Umland populär und bildet regional ein Gegenstück zum Dornburger Rosenfest. Im Ortsteil Naschhausen findet seit über 100 Jahren jährlich die „Bornfege“ statt.

## Persönlichkeiten
- Johann Jakob Lungershausen (1665–1729), Theologe
- Johann Christian Adam Gerhard (1780–1837), Orgelbauer aus der Orgelbauerfamilie Gerhard
- Hans Joachim Spangenberg (1932–2017), Chemiker und Professor, u. a. Doktorvater von Angela Merkel
- Frank Mantek (* 1959), Bundestrainer der Gewichtheber